# Матч за звание чемпиона мира по международным шашкам 1911

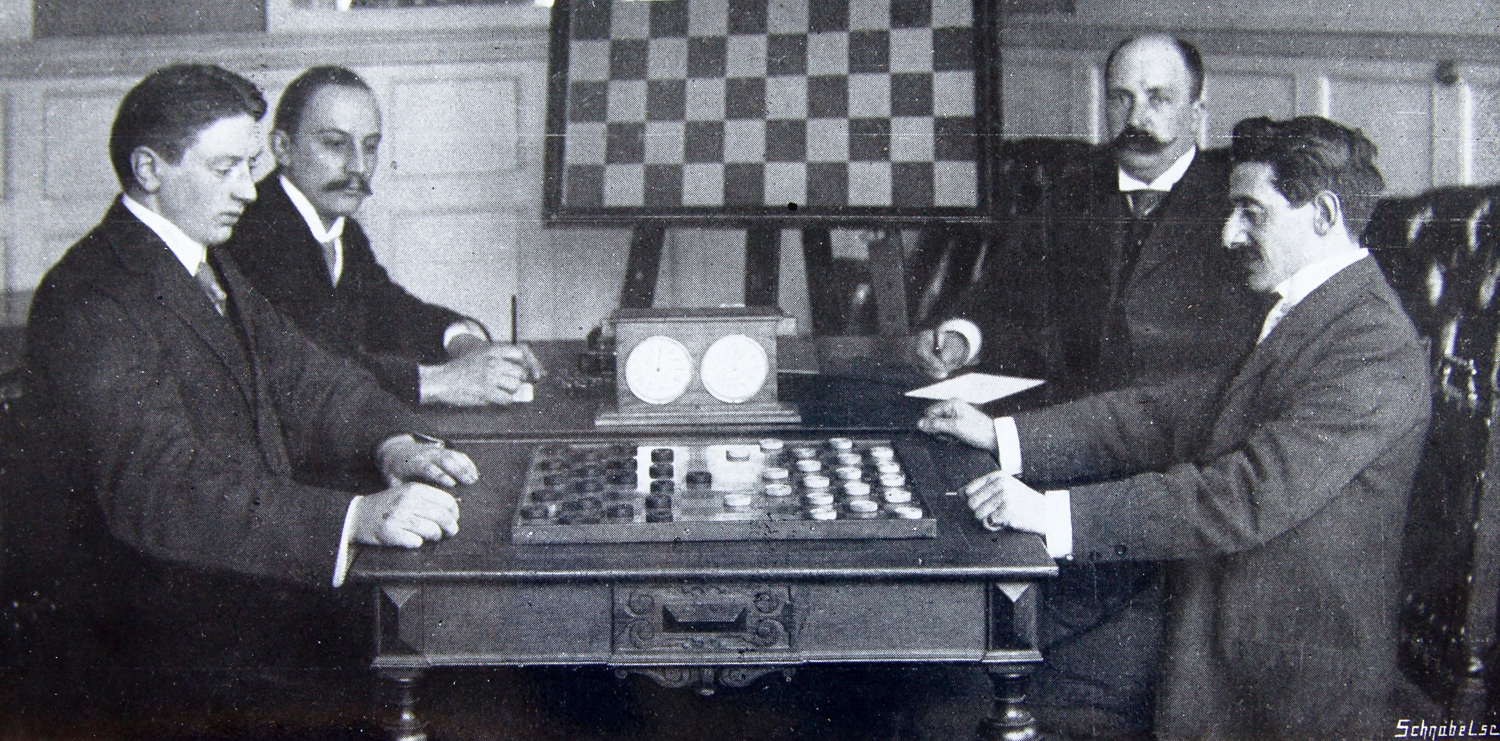
Матч И. Вейс (справа) — Г. Гогланд (слева), 1911 год

Матч между чемпионом мира по стоклеточным шашкам Исидором Вейсом (Франция) и претендентом на это звание Германом Гогландом (Нидерланды) проходил в Утрехте (Нидерланды) 5-9 апреля 1911 года. Матч игрался на большинство из 10 партий и закончился победой Вейса со счётом +2 −1 =7. Партии матча были опубликованы в шашечном ежемесячнике «Le Damier Universel». Соглашением о проведении матча предусматривалось, что он играется за звание чемпиона мира. Это условие было утверждено одним из организаторов шашечной жизни во Франции Фернаном Буиллоном из Марселя. Но в майском номере «Le Damier Universel» появилось заявление президента Французской шашечной федерации Феликса-Жюля Бользэ от 2 апреля 1911 года, в котором он объявил недействительным условие о розыгрыше в матче звания чемпиона мира. Бользэ аргументировал своё решение тем, что звание чемпиона мира было присвоено Вейсу коллективным решением шашечного сообщества Франции, и разыгрываться звание чемпиона мира должно в турнире с соответствующим статусом. Трудно сказать, подчинились ли этому решению участники матча, и что произошло бы с чемпионским титулом в случае победы Гогланда. По крайней мере, в 1912 году в следующем крупном матче Вейса с Альфредом Молимаром разыгрывался лишь титул чемпиона Франции. А после победы Гогланда в чемпионате мира 1912 года в Роттердаме Бользэ заявил, что организаторы турнира не согласовали с французской федерацией все условия розыгрыша звания, и стал настаивать на том, чтобы звание чемпиона мира было разыграно в матче между Гогландом и Молимаром. И теперь уже Гогланд резонно отказался разыгрывать звание в матче.

## Итоги
| Имя            | 1 | 2 | 3 | 4 | 5 | 6 | 7 | 8 | 9 | 10 | очки |
| -------------- | - | - | - | - | - | - | - | - | - | -- | ---- |
| Исидор Вейс    | 1 | 1 | 1 | 1 | 1 | 2 | 1 | 1 | 2 | 0  | 11   |
| Герман Гогланд | 1 | 1 | 1 | 1 | 1 | 0 | 1 | 1 | 0 | 2  | 9    |